# Warstwy żaclerskie
Warstwy żaclerskie, formacja z Żaclerza – seria skał osadowych wieku górnokarbońskiego, występujące w niecce śródsudeckiej. 
Warstwy żaclerskie składają się z grubo-, średnio- i drobnoziarnistych piaskowców, zlepieńców, mułowców, iłowców, iłowców węglistych z pokładami węgla kamiennego. Miąższość warstw żaclerskich dochodzi do 500-900 m.
Są to osady lądowe, rzeczne.
Pod nimi zalegają warstwy białokamieńskie, a nad nimi skały formacji z Glinika.
Nazwa pochodzi od miejscowości Žacléř w północnych Czechach, gdzie z tych warstw wydobywano węgiel kamienny.